# 广东西番莲
广东西番莲（学名：Passiflora kwangtungensis）为西番莲科西番莲属下的一个种。

## 扩展阅读
- 維基物種上的相關：广东西番莲